# Kukuli
Kukuli (del quechua «paloma aliblanca») es una película peruana de 1961 dirigida por Luis Figueroa, Eulogio Nishiyama y César Villanueva,con guion de Figueroa, Villanueva y Hernán Velarde y con prólogo escrito por Efraín Morote Best. Se estrenó en la segunda edición del Festival Internacional de Cine de Moscú en 1961, y en el cine Le Paris, en Lima, el 27 de julio de 1961. Fue la primera película hablada en quechua.

## Sinopsis
La película narra la leyenda de Kukuli, una pastora que es secuestrada por un oso de los cerros de Paucartambo. Producto del amor que surge entre ellos nace Juan Oso, un hombre virtuoso, poseedor de una fuerza corporal descomunal puesta al servicio de las causas justas.

## Reparto
- Judith Figueroa Yábar - Kukuli[5]
- Víctor Chambi - Alaku
- Lizardo Pérez - Ukuku
- Emilio Galli - Cura
- Félix Valeriano -  Machula (abuelo de Kukuli)
- Martina Mamani - Mamala (abuela de Kukuli)
- Simón Champi - Brujo
- Mercedes Yupa - Mercedescha
- Sebastián Salazar Bondy - Narrador